# Brosklav
Brosklav (Ramalina fraxinea) är en lavart som först beskrevs av L., och fick sitt nu gällande namn av Erik Acharius. Brosklav ingår i släktet Ramalina och familjen Ramalinaceae.  Linné omnämner den 1753 i sin Species Plantarum där den får det tvådelade namnet Lichen fraxinea i stället för de längre latinska benämningar som använts tidigare.
Brosklaven är en rikt förgrenad busklav. Bålen utgörs av breda, platta grenar som sitter fästade på barken med en tydlig häftskiva. Till att börja med är grenarna bara några centimeter långa och utåtriktade men med stigande ålder växer de till sig på både längden och bredden och kommer att hänga ner alltmer av tyngden. En välutvecklad brosklav kan ha upp till 30 cm långa och 3 cm breda nedhängande ojämnt buckliga, bandlika grenar. Grenarnas yta har ett tydligt nätverk av lister som gör att de ser skrynkliga ut och de bär ofta rikligt med fruktkroppar i olika storlekar. Hela laven är grågrön, ibland med en dragning åt gult. Bålen är både hård och seg (broskaktig) och verkar uppbyggd för att tåla påfrestningar. Den har en kraftig bark av tätt sammanslutna tjockväggiga hyfer. Märgen innanför är solid med stödjande märgsträngar av längsgående, likaledes tjockväggiga hyfer.
Brosklaven växer på bark av fristående lövträd. De innehåller slemämnen och stärkelse som är olösligt i kallt vatten, men lösligt i varmt. Genom kokning, silning och avdunstning beredde man förr en stärkelsemassa som användes vid bomullsväverier och pappersbruk. 
Arten är reproducerande i Sverige. Inga underarter finns listade i Catalogue of Life.

## Bilder

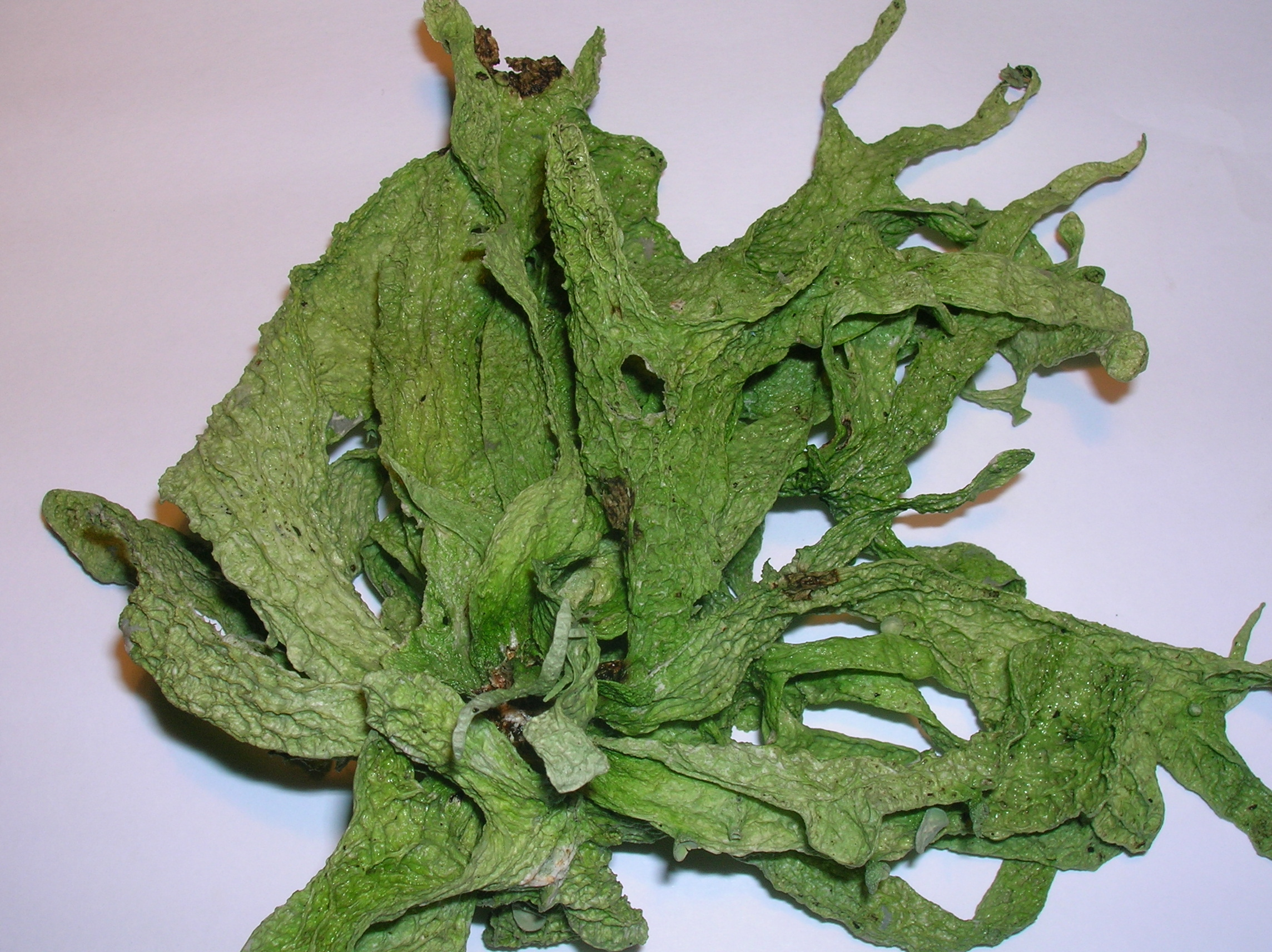
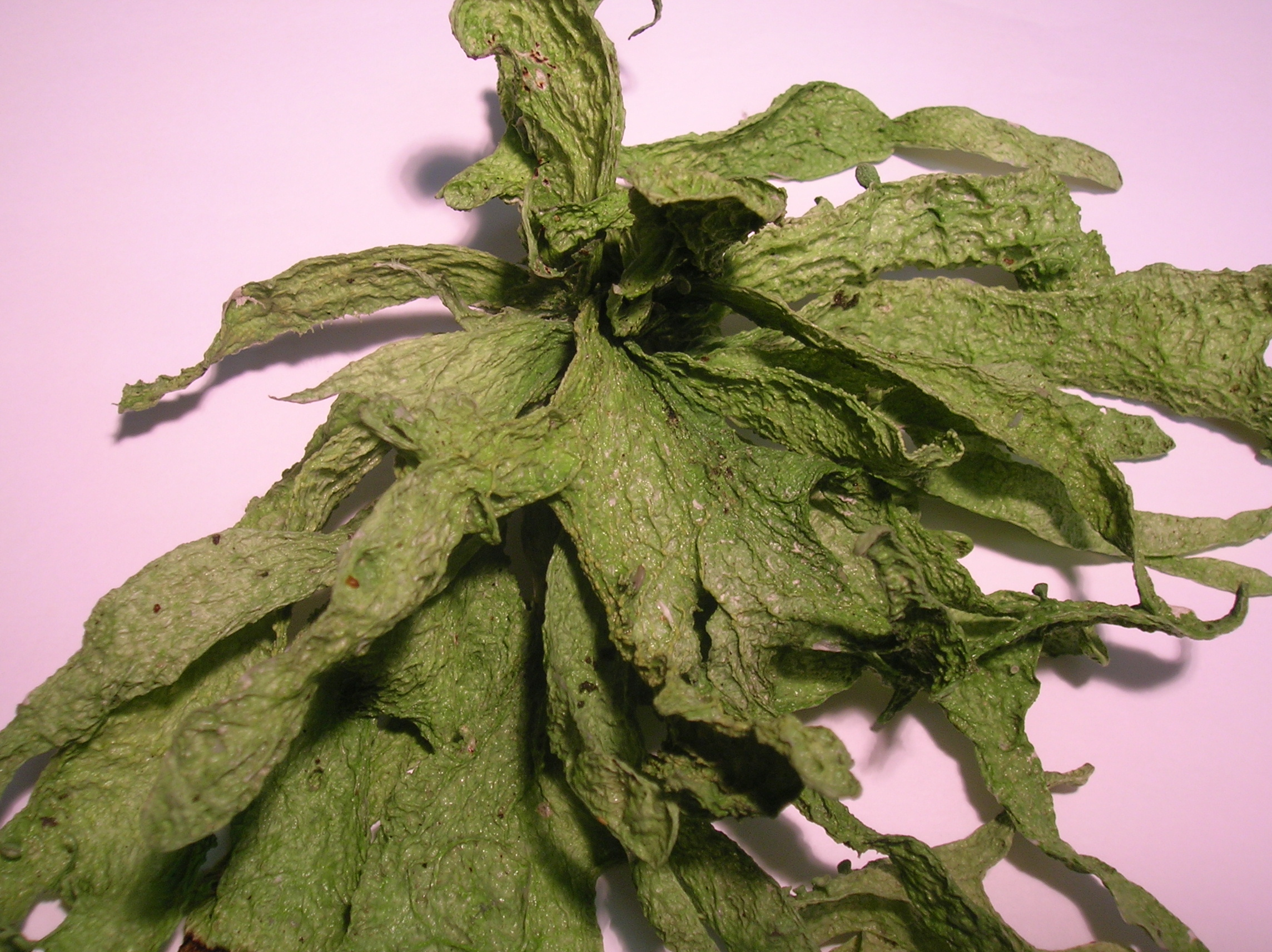